# Dorcadion paracinerarium
Dorcadion paracinerarium är en skalbaggsart som beskrevs av Stefan von Breuning 1974. Dorcadion paracinerarium ingår i släktet Dorcadion och familjen långhorningar. Inga underarter finns listade i Catalogue of Life.